# Karamiran Shankou
Karamiran Shankou (kinesiska: 喀拉米兰山口) är ett bergspass i Kina. Det ligger i den västra delen av landet, 2 600 km väster om huvudstaden Peking. Karamiran Shankou ligger 5 211 meter över havet.
Terrängen runt Karamiran Shankou är kuperad åt nordväst, men åt sydost är den platt. Terrängen runt Karamiran Shankou sluttar söderut.  Trakten runt Karamiran Shankou är nära nog obefolkad, med mindre än två invånare per kvadratkilometer. Det finns inga samhällen i närheten. Trakten runt Karamiran Shankou är ofruktbar med lite eller ingen växtlighet.